# Георгий Гамов
Георгий (Джордж) Гамов (на руски: Георгий Антонович Гамов; на английски: George Gamow) е американски и съветски физик и космолог, роден в Одеса.
Открил е тунелния преход, изследвал е термоядрения синтез, космологичния нуклеосинтез, работил е върху усъвършенстване на модела на Големия взрив, като успешно е предсказал реликтовото излъчване, има и заслуги в областта на генетиката.

## Биография

### Образование
Гамов е роден в Одеса, тогава в Руската империя, днес на територията на Украйна. Баща му е учител по руски език и литература, а майка му преподава история и география в местната гимназия.
След завършване на гимназия постъпва във физико-математическия факултет на Новоросийския университет в Одеса (1922 – 23), след което продължава в Ленинградския университет, където му преподава Александър Фридман. В университета се сприятелява с Лев Ландау, Дмитрий Иваненко и Матвей Бронштейн, като четиримата обсъждат и анализират появилите се по това време нови статии по квантова механика. След завършването си специализира в Гьотинген, където изследванията му на атомното ядро стават основа на докторат. Към 1928 г. с помощта на Николай Кочин предлага математическо решение на проблема за описване на алфа-разпада на ядрото чрез квантов тунелен ефект. Това е първото успешно обяснение на радиоактивността от гледна точка на квантовата теория.
През 1928 г. получава едногодишна стипендия за работа в института по теоретична физика на Нилс Бор в Копенхаген. Продължава да изследва атомното ядро и разглежда капковия модел, но се интересува и от астрофизика. По време на пребиваването си в Копенхаген публикува 7 научни статии и е поканен да докладва в Кралското научно дружество в Лондон през 1929 г.
Поради успехите му при завръщането му в родината е посрещнат триумфално. Много бързо получава следваща едногодишна стипендия с помощта на Ърнест Ръдърфорд и работи в Кавендишката лаборатория в Кеймбриджкия университет. Публикува 8 научни статии, свързани с радиоактивния разпад и капковия модел на ядрото, и монографията „Строеж на атомното ядро и радиоактивност“ на английски. Завръща се в Ленинград през септември 1931 г., но обстановката там се е изменила значително.
През 1931 г. на 29 години е избран за член-кореспондент на АН на СССР – сред най-младите в нейната история
В периода 1931 – 1933 г. работи в Института по радий в Ленинград. Под ръководството на Игор Курчатов и с участието на Гамов и Лев Мисовски там е проектиран първият циклотрон в Европа. Строежът му е завършен през 1937 г.

### Емиграция
Гамов работи в редица съветски институти, но замисля да емигрира поради нарастващия натиск и ограничения. През 1931 г. официално му е отказано да присъства на научна конференция в Италия. Същата година се жени за Любов Вохминцева (на руски: Любовь Вохминцева), която нарича „Ро“ по гръцката буква. По-късно Гамов разкрива че заедно с жена си са съставяли планове да избягат с каяк през Черно море в Турция или от Мурманск към Норвегия, но лошото време им попречва и те за щастие не са забелязани от властите.
През 1933 г. получава разрешение да присъства на 7-а конференция Солвей в Брюксел. Гамов настоява да отиде с жена си и в крайна сметка властите издават паспорти и на двамата. Те успяват да удължат престоя си с помощ от други физици, сред които Мария Кюри. През следващата година Гамов получава временно работа в Института „Кюри“ в Париж, в Лондонския университет и в крайна сметка заминава за САЩ. През 1935 г. се ражда синът му Игор Гамов. Джордж Гамов става натурализиран американец през 1940 г.

## Научни постижения
През 1934 г. Джордж Гамов става професор в университета „Джордж Вашингтон“ (George Washington University) и привлича за работа при себе си Едуард Телер от Лондон. Двамата публикуват през 1936 г. резултати по изследването на бета-разпад, които по-късно стават известни като „правило на Гамов-Телър“. Продължава да преподава физика в университета до 1956 г. и става консултант на американския флот. По време на Втората световна война не работи пряко за проекта „Манхатън“ въпреки познанията си по радиоактивност и ядрена физика.
В края на 1930-те год. интересите му се насочват към астрофизиката и космологията. Започва да се интересува от процесите на звездна еволюция и ранната история на Слънчевата система. През 1945 става съавтор на статия в подкрепа на теорията на Вайцзекер за формирането на планетите в Слънчевата система.

### Работа по Големия взрив
Най-съществената част от работата на Гамов е в областта на космологията. През 1948 г. заедно със своя студент Ралф Алфер публикува станалия влиятелен труд „За произхода на химичните елементи“. Теорията, представена в него, става известна като теория на Алфер-Бете-Гамов (Гамов добавя името на Ханс Бете, на шега, с цел да се направи асоциация с първите три букви на гръцката азбука). В статията, която се превръща в докторска дисертация на Ралф Алфер, се изследва космологичния нуклеосинтез, като се обяснява голямото изобилие на леки елементи (водород и хелий) в младата Вселена.
Гамов предсказва съществуването на остатъчно космическо лъчение, като предсказва, че то трябва да има спектър, отговарящ на температура от около 5 градуса K. Това лъчение е открито от Арно Пензиас и Робърт Уилсън, за което те си поделят Нобеловата награда по физика за 1978 г.

### Работа върху ДНК
След откриването на структурата на ДНК, Гамов разбира, че редицата от нуклеотиди представлява определен код. Гамов сериозно допринася за разрешаването на задачата за това, как четирите различни бази: аденин, цитозин, тимин и гуанин, управляват синтеза на протеини от аминокиселини. Неговата теория казва, че кратки комбинации от различни бази могат да носят необходимата информация за синтеза на протеини.
Гамов умира на 19 август 1968 г., на 64-годишна възраст.